# Коронавірусна хвороба 2019 у Ліберії
Коронаві́русна хворо́ба 2019 у Лібе́рії — розповсюдження пандемії коронавірусу територією Ліберії.
Перший випадок появи коронавірусної хвороби було виявлено на території Ліберії 16 березня 2020 року.
Станом на 25 березня 2020 року, виявлено 3 випадки захворювання.

## Хронологія
16 березня 2020 року було повідомлено про перший випадок захворювання у Ліберії, інфікованим виявився державний посадовець котрий повернувся зі Швейцарії. Після повернення він сам попросив зробити йому тести на виявлення коронавірусу, коли тести було зроблено, вони дали позитивний результат, після чого інфікованого було поміщено на карантин.
17 березня було повідомлено про другий випадок захворювання.
20 березня було підтверджено третій випадок COVID-19 у Ліберії. Інфікованою виявилася 63-річна жінка, котра напередодні повернувся з Італії. Після цього третього випадку Міністерство охорони здоров’я та соціального захисту населення Ліберії оголосило надзвичайну ситуацію з охороною здоров'я у країні.